# Voika
Voika (Duits: Woika) is een plaats in de Estlandse gemeente Nõo, provincie Tartumaa. De plaats heeft 229 inwoners (2021) en heeft de status van dorp (Estisch: küla).
Voika ligt aan de rivier Elva. Aan de overkant liggen Tõravere, Vissi en Peedu, een voorstad van Elva. Bij Vissi ligt de heuvel Vapramägi, 77,7 meter hoog. De beek Voika oja komt bij Voika in de Elva uit.
De spoorlijn Tartu - Valga loopt over het grondgebied van de plaats. Tussen 1926 en 2008 had Voika een station met de naam Vapramäe.

## Geschiedenis
Voika werd in 1731 voor het eerst genoemd onder de naam Woikasche Mühle, een watermolen in de beek Voika oja op het landgoed van Meyershof (Meeri). In de tweede helft van de 19e eeuw werd Voika een veehouderij op hetzelfde landgoed. In de jaren twintig van de 20e eeuw ontstond een nederzetting op het terrein van de voormalige veehouderij, die omstreeks 1939 de status van dorp kreeg. In 1977 werd een deel van het buurdorp Vastse-Nõo (het vroegere Neu-Nüggen) bij Voika gevoegd. Het andere deel ging naar Nõo.